# Elgiva elegans
Elgiva elegans is een vliegensoort uit de familie van de slakkendoders (Sciomyzidae). De wetenschappelijke naam van de soort is voor het eerst geldig gepubliceerd in 1987 door Orth and Knutson.